# Assar Lindbeck
Carl Assar Eugén Lindbeck (Umeå, 26 gennaio 1930 – Stoccolma, 28 agosto 2020) è stato un economista svedese, esponente della nuova macroeconomia keynesiana.
I suoi studi si incentrano soprattutto sulla disoccupazione (fu autore, insieme a Dennis Snower della teoria insider-outsider), sulle riforme economiche in Cina, sul welfare state e sul mercato delle abitazioni. Insegnò economia presso l'Università di Stoccolma e l'Institutet för Näringslivsforskning.

## Opere
- The housing shortage. A study of the price system in the housing market (with Ragnar Bentzel och Ingemar Ståhl), Almqvist & Wiksell, Stoccolma, 1963.
- The Insider-Outsider Theory of Employment and Unemployment, (con Dennis Snower) MIT Press, Cambridge, 1988.
- The Swedish Experiment, SNS Förlag, Stoccolma, 1997.